# Conway, Missouri
Conway är en ort i Laclede County i Missouri. Vid 2010 års folkräkning hade Conway 788 invånare.

## Kända personer från Conway
- Harry Holman, skådespelare